# Кистинское ущелье
Кисти́нское уще́лье (ингуш. Кистий чӀож) — ущелье реки Армхи в Джейрахском районе Республики Ингушетия. Название ущелья происходит от исторического наименования реки Армхи — Кистинка, которое в свою очередь происходит от одного из этнонимов ингушей — кисты. Исторически местность, где расположено ущелье, называлась «Кистетия». Упоминается в средневековых грузинских источниках, в частности, в работе Вахушти Багратиони.
По преданию, эту дорогу контролировали Цуровы и Яндиевы. Они "держали там охрану и брали дань за проход“.
В русских документах название впервые упоминается в первой половине XIX века, в военных донесениях периода Кавказской войны, например, в Докладе главнокомандующего Отдельным Кавказским Корпусом генерал-фельдмаршала Паскевича-Эриванского управляющему главным штабом Е.И.В. генерал-адъютанту Чернышеву об итогах военной экспедиции в Горную Ингушетию под командованием генерал-майора Абхазова от 31 августа 1830 года.